# Culls Harbour
Culls Harbour is een plaats (settlement) in de Canadese provincie Newfoundland en Labrador. De kleine gemeentevrije nederzetting bevindt zich aan de oostkust van het eiland Newfoundland.

## Toponymie
Hoewel de officiële schrijfwijze Culls Harbour is, wordt de plaatsnaam vaak ook met een apostrof geschreven als Cull's Harbour.
De naam verwijst mogelijk naar John Cullion, een Ierse immigrant die in 1888 een houtzagerij oprichtte die de basis vormde voor de huidige nederzetting. Een andere theorie spreekt van een man genaamd Cull die in de 18e eeuw in de omgeving een groep indianen zou hebben vermoord.

## Geografie

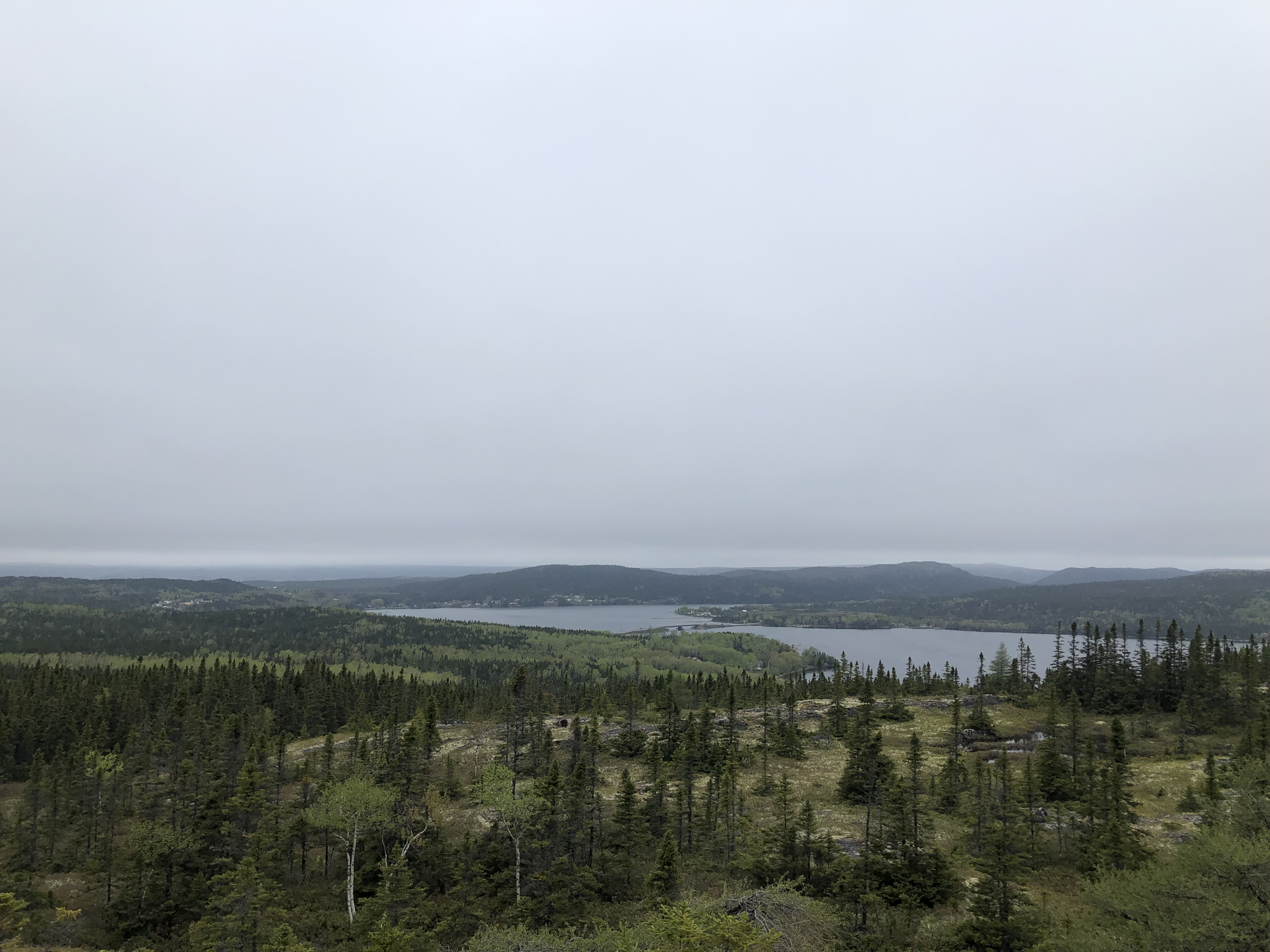
Uitzicht vanaf de Mill Cove Lookout in het Nationaal Park Terra Nova. In de verte ligt de causeway naar Culls Harbour, met ook een deel van de plaats zelf zichtbaar.

De nederzetting bevindt zich op Eastport, een relatief groot schiereiland aan de Newfoundlandse oostkust. Ze ligt meer bepaald in het voorts onbewoonde westen van dat schiereiland, aan de oevers van de smalle maar kilometerslange Northeast Arm (een zijarm van de Alexander Bay). Culls Harbour is een dunbevolkt en ruim 2,5 km lang lintdorp langs de oostoever van die zeearm.
De plaats is bereikbaar via een 500 m lange causeway die de Northeast Arm oversteekt en de plaats alzo verbindt met de aan de overkant gelegen gemeente Traytown. Er is daarentegen geen rechtstreekse wegverbinding tussen Culls Harbour en de andere plaatsen op Eastport.
De plaats ligt in vogelvlucht op minder dan 2 km van de rand van het Nationaal Park Terra Nova.

## Geschiedenis
De uit Ierland afkomstige John Cullion vestigde zich in 1888 met zijn gezin als eerste in de hedendaagse plaats. Hij richtte er een op waterkracht werkende houtzagerij op die werkzaam was tot in de jaren 1920. De locatie was daar ideaal voor vanwege de verschillende meertjes en beken.
In 1901 telde de plaats drie huishoudens die tezamen 22 personen telden. De kleine nederzetting die dus ontstaan was, was te danken aan de houtzagerij. In de eerste helft van de 20e eeuw verhuisden er nog verscheidene gezinnen naar Culls Harbour, voornamelijk mensen afkomstig van Cottel Island en de Flat Islands, omdat men daar betere toegang had tot werk. In het kader van de provinciale hervestigingspolitiek kwamen er in de jaren 50 en 60 nog meer eilandbewoners uit de Bonavista Bay in Culls Harbour wonen, onder andere afkomstig van Burnt Island.
De kleine nederzetting was historisch enkel per boot bereikbaar, tot de bouw van de causeway naar Traytown in 1965.
Ondanks het feit dat de plaats sinds de jaren 1920 geen eigen houtzagerij meer had, bleef de bevolking steeds voor het overgrote deel werkzaam in de regionaal belangrijke houtkap en houtverwerkende sector. Visserij en landbouw zijn altijd economisch van slechts zeer beperkt belang geweest in de nederzetting.
De inwoners van de plaats zijn historisch voornamelijk aanhangers van de Rooms-Katholieke Kerk. In de jaren 1980 had Culls Harbour dan ook een rooms-katholieke lagere school.

## Demografie
Onderstaande grafiek toont de evolutie van het inwoneraantal van Culls Harbour tussen 1956 en 2021. In 2021 woonden er 60 mensen, het laagste bevolkingsaantal in tientallen jaren.
| Demografische ontwikkeling van Culls Harbour tussen 1956 en 2021 |
| ---------------------------------------------------------------- |
|                                                                  |
| Bron: 1956–1976, 1991–1996, 2001–2006, 2011–2016, 2021           |